# Kıraçlar, Çemişgezek
Kıraçlar là một xã thuộc huyện Çemişgezek, tỉnh Tunceli, Thổ Nhĩ Kỳ. Dân số thời điểm năm 2010 là 127 người.